# UTC−3:30
UTC−3:30 je vremenska zona koja se koristi samo u Kanadi, i to ne u periodu letnjeg vremena.

## Kao standardno vreme samo zimi (severna hemisfera)
- Kanada
  -  Njufaundlend i Labrador
    - Labrador (manji jugoistočni deo)
    - Ostrvo Njufaundlend